# Campionato mondiale di hockey su ghiaccio - Seconda Divisione 2004
Il Campionato mondiale di hockey su ghiaccio - Seconda Divisione 2004 è stato un torneo di hockey su ghiaccio organizzato dall'International Ice Hockey Federation. Il torneo si è disputato fra il 12 aprile e il 18 aprile 2004. Le dodici partecipanti sono state divise in due gironi da sei ciascuno. Il torneo del Gruppo A si è svolto nella città di Jaca, in Spagna. Le partite del Gruppo B invece si sono disputate ad Elektrėnai, in Lituania. La Cina ha vinto il Gruppo A mentre la Lituania il Gruppo B, garantendosi così la partecipazione al Campionato mondiale di hockey su ghiaccio - Prima Divisione 2005. Al contrario il Lussemburgo e il Sudafrica, giunti all'ultimo posto dei rispettivi gironi sono stati retrocessi per il 2005 in Terza Divisione. L'Islanda e il Messico, giunti nelle prime due posizioni della Terza Divisione, sostituiscono nel 2005 il Lussemburgo e il Sudafrica.

## Partecipanti

### Gruppo A
| Nazionale   | Qualificazione                                                |
| ----------- | ------------------------------------------------------------- |
| Croazia     | Sesta e retrocessa dalla Prima Divisione - Gruppo B del 2003. |
| Cina        | Seconda nella Seconda Divisione - Gruppo B del 2003.          |
| Spagna      | Ospitante, terza nella Seconda Divisione - Gruppo A del 2003. |
| Australia   | Quarta nella Seconda Divisione - Gruppo A del 2003.           |
| Israele     | Quinto nella Seconda Divisione - Gruppo A del 2003.           |
| Lussemburgo | Secondo e promosso dalla Terza Divisione del 2003.            |

### Gruppo B
| Nazionale           | Qualificazione                                                           |
| ------------------- | ------------------------------------------------------------------------ |
| Lituania            | Ospitante, sesta e retrocessa dalla Prima Divisione - Gruppo A del 2003. |
| Serbia e Montenegro | Seconda nella Seconda Divisione - Gruppo A del 2003.                     |
| Bulgaria            | Terza nella Seconda Divisione - Gruppo B del 2003.                       |
| Corea del Nord      | Quarta nella Seconda Divisione - Gruppo B del 2003.                      |
| Sudafrica           | Quinto nella Seconda Divisione - Gruppo B del 2003.                      |
| Nuova Zelanda       | Prima e promossa dalla Terza Divisione del 2003.                         |

## Gruppo A

### Incontri
| Jaca 12 aprile 2004, ore 13:00 | Australia | 6 – 5 (1-2; 5-1; 0-2) referto | Cina | Palacio de Hielo de Los Pireneos (175 spett.) |

| Jaca 12 aprile 2004, ore 17:00 | Lussemburgo | 0 – 11 (0-3; 0-3; 0-5) referto | Croazia | Palacio de Hielo de Los Pireneos (250 spett.) |

| Jaca 12 aprile 2004, ore 21:00 | Israele | 0 – 8 (0-1; 0-2; 0-5) referto | Spagna | Palacio de Hielo de Los Pireneos (900 spett.) |

| Jaca 14 aprile 2004, ore 13:00 | Croazia | 8 – 2 (2-1; 5-0; 1-1) referto | Australia | Palacio de Hielo de Los Pireneos (275 spett.) |

| Jaca 14 aprile 2004, ore 17:00 | Cina | 5 – 0 (2-0; 1-0; 2-0) referto | Israele | Palacio de Hielo de Los Pireneos (200 spett.) |

| Jaca 14 aprile 2004, ore 21:00 | Spagna | 16 – 0 (7-0; 3-0; 6-0) referto | Lussemburgo | Palacio de Hielo de Los Pireneos (815 spett.) |

| Jaca 15 aprile 2004, ore 13:00 | Croazia | 7 – 0 (1-0; 5-0; 1-0) referto | Israele | Palacio de Hielo de Los Pireneos (180 spett.) |

| Jaca 15 aprile 2004, ore 17:00 | Lussemburgo | 0 – 22 (0-5; 0-7; 0-10) referto | Australia | Palacio de Hielo de Los Pireneos (230 spett.) |

| Jaca 15 aprile 2004, ore 21:00 | Cina | 6 – 1 (3-0; 3-1; 0-0) referto | Spagna | Palacio de Hielo de Los Pireneos (1.200 spett.) |

| Jaca 17 aprile 2004, ore 13:00 | Cina | 19 – 3 (9-2; 7-0; 3-1) referto | Lussemburgo | Palacio de Hielo de Los Pireneos (150 spett.) |

| Jaca 17 aprile 2004, ore 17:00 | Australia | 6 – 1 (3-0; 3-1; 0-0) referto | Israele | Palacio de Hielo de Los Pireneos (350 spett.) |

| Jaca 17 aprile 2004, ore 21:00 | Spagna | 0 – 3 (0-2; 0-1; 0-0) referto | Croazia | Palacio de Hielo de Los Pireneos (1.200 spett.) |

| Jaca 18 aprile 2004, ore 13:00 | Israele | 2 – 2 (2-0; 0-0; 0-2) referto | Lussemburgo | Palacio de Hielo de Los Pireneos (150 spett.) |

| Jaca 18 aprile 2004, ore 17:00 | Croazia | 3 – 4 (2-0; 1-1; 0-2) referto | Cina | Palacio de Hielo de Los Pireneos (500 spett.) |

| Jaca 18 aprile 2004, ore 21:00 | Spagna | 4 – 4 (2-3; 2-1; 0-0) referto | Australia | Palacio de Hielo de Los Pireneos (1.200 spett.) |

### Classifica
| Pos. |             | PG | V | N | P | GF | GS | DR  | Pt |
| 1.   | Cina        | 5  | 4 | 0 | 1 | 39 | 13 | +26 | 8  |
| 2.   | Croazia     | 5  | 4 | 0 | 1 | 32 | 6  | +26 | 8  |
| 3.   | Australia   | 5  | 3 | 1 | 1 | 40 | 18 | +22 | 7  |
| 4.   | Spagna      | 5  | 2 | 1 | 2 | 29 | 13 | +16 | 5  |
| 5.   | Israele     | 5  | 0 | 1 | 4 | 3  | 28 | -25 | 1  |
| 6.   | Lussemburgo | 5  | 0 | 1 | 4 | 5  | 70 | -65 | 1  |

### Classifica marcatori
| Giocatore       | PG | G | A | Pt | +/- | MP |
| --------------- | -- | - | - | -- | --- | -- |
| Yanfu Wang      | 5  | 6 | 6 | 12 | +9  | 0  |
| Vladimir Rubes  | 5  | 5 | 7 | 12 | +8  | 0  |
| Trevor Walsh    | 5  | 4 | 7 | 12 | -2  | 45 |
| Chris Sekura    | 5  | 2 | 9 | 11 | +6  | 2  |
| Greg Oddy       | 5  | 7 | 3 | 10 | 0   | 10 |
| Marko Lovrenčić | 5  | 8 | 1 | 9  | +8  | 2  |
| Dahai Wang      | 5  | 6 | 3 | 9  | +9  | 2  |
| Chao Du         | 5  | 2 | 7 | 9  | +8  | 2  |
| Kai Yin         | 5  | 4 | 7 | 8  | +7  | 6  |
| Tyler Lovering  | 5  | 2 | 6 | 8  | +6  | 2  |

Fonte: IIHF.com

### Classifica portieri
| Giocatore         | Min    | TC  | GS | SO | MGS  | Sv%   |
| ----------------- | ------ | --- | -- | -- | ---- | ----- |
| Sinisa Martinović | 300:00 | 96  | 6  | 3  | 1.20 | 93.75 |
| Xue Liu           | 300:00 | 121 | 13 | 1  | 2.60 | 89.26 |
| José Luis Alonso  | 240:00 | 115 | 13 | 2  | 3.25 | 88.70 |
| Alan Becken       | 200:55 | 100 | 13 | 0  | 3.88 | 87.00 |
| Yevgeni Gusin     | 242:20 | 142 | 20 | 0  | 4.95 | 85.92 |

Fonte: IIHF.com

## Gruppo B

### Incontri
| Elektrėnai 12 aprile 2004, ore 12:30 | Sudafrica | 2 – 5 (1-2; 0-3; 1-0) referto | Bulgaria | Ledo Rumai (750 spett.) |

| Elektrėnai 12 aprile 2004, ore 16:00 | Corea del Nord | 2 – 7 (0-2; 1-3; 1-2) referto | Serbia e Montenegro | Ledo Rumai (1.100 spett.) |

| Elektrėnai 12 aprile 2004, ore 19:30 | Nuova Zelanda | 2 – 21 (0-11; 2-4; 0-6) referto | Lituania | Ledo Rumai (2.600 spett.) |

| Elektrėnai 13 aprile 2004, ore 12:30 | Serbia e Montenegro | 16 – 3 (5-0; 5-2; 6-1) referto | Sudafrica | Ledo Rumai (800 spett.) |

| Elektrėnai 13 aprile 2004, ore 16:00 | Bulgaria | 11 – 3 (3-2; 3-0; 5-1) referto | Nuova Zelanda | Ledo Rumai (700 spett.) |

| Elektrėnai 13 aprile 2004, ore 19:30 | Lituania | 9 – 0 (4-0; 3-0; 2-0) referto | Corea del Nord | Ledo Rumai (2.700 spett.) |

| Elektrėnai 15 aprile 2004, ore 12:30 | Nuova Zelanda | 2 – 7 (1-3; 1-1; 0-3) referto | Corea del Nord | Ledo Rumai (600 spett.) |

| Elektrėnai 15 aprile 2004, ore 16:00 | Serbia e Montenegro | 9 – 2 (3-0; 2-1; 4-1) referto | Bulgaria | Ledo Rumai (660 spett.) |

| Elektrėnai 15 aprile 2004, ore 19:30 | Lituania | 16 – 1 (6-0; 7-1; 3-0) referto | Sudafrica | Ledo Rumai (1.900 spett.) |

| Elektrėnai 16 aprile 2004, ore 12:30 | Serbia e Montenegro | 20 – 2 (2-1; 8-1; 10-0) referto | Nuova Zelanda | Ledo Rumai (700 spett.) |

| Elektrėnai 16 aprile 2004, ore 16:00 | Corea del Nord | 7 – 1 (3-1; 2-0; 2-0) referto | Sudafrica | Ledo Rumai |

| Elektrėnai 16 aprile 2004, ore 19:30 | Bulgaria | 1 – 10 (0-3; 1-4; 0-3) referto | Lituania | Ledo Rumai (2.900 spett.) |

| Elektrėnai 18 aprile 2004, ore 12:30 | Sudafrica | 2 – 4 (2-1; 0-0; 0-3) referto | Nuova Zelanda | Ledo Rumai (900 spett.) |

| Elektrėnai 18 aprile 2004, ore 16:00 | Bulgaria | 1 – 6 (1-1; 0-4; 0-1) referto | Corea del Nord | Ledo Rumai (600 spett.) |

| Elektrėnai 18 aprile 2004, ore 19:30 | Lituania | 14 – 3 (3-0; 4-2; 7-1) referto | Serbia e Montenegro | Ledo Rumai (3.900 spett.) |

### Classifica
| Pos. |                     | PG | V | N | P | GF | GS | DR  | Pt |
| 1.   | Lituania            | 5  | 5 | 0 | 0 | 70 | 7  | +63 | 10 |
| 2.   | Serbia e Montenegro | 5  | 4 | 0 | 1 | 55 | 23 | +32 | 8  |
| 3.   | Corea del Nord      | 5  | 3 | 0 | 2 | 22 | 20 | +2  | 6  |
| 4.   | Bulgaria            | 5  | 2 | 0 | 3 | 20 | 30 | -10 | 4  |
| 5.   | Nuova Zelanda       | 5  | 1 | 0 | 4 | 13 | 61 | -48 | 2  |
| 6.   | Sudafrica           | 5  | 0 | 0 | 5 | 9  | 48 | -39 | 0  |

### Classifica marcatori
| Giocatore               | PG | G  | A  | Pt | +/- | MP |
| ----------------------- | -- | -- | -- | -- | --- | -- |
| Dainius Bauba           | 4  | 12 | 5  | 17 | +13 | 22 |
| Dmitrijus Bernatavicius | 5  | 5  | 12 | 17 | +21 | 4  |
| Csaba Prokeć            | 5  | 7  | 8  | 15 | +8  | 10 |
| Darius Lelenas          | 5  | 10 | 4  | 14 | +19 | 4  |
| Ivan Prokić             | 5  | 7  | 7  | 14 | +9  | 27 |
| Egidijus Bauba          | 5  | 7  | 5  | 12 | +20 | 22 |
| Aleksandar Kosić        | 5  | 6  | 6  | 12 | +9  | 31 |
| Darius Pliskauskas      | 4  | 3  | 9  | 12 | +14 | 31 |
| Rolandas Aliukonis      | 5  | 5  | 5  | 10 | +22 | 4  |
| Arturas Katulis         | 5  | 3  | 7  | 10 | +20 | 6  |

Fonte: IIHF.com

### Classifica portieri
| Giocatore            | Min    | TC  | GS | SO | MGS  | Sv%   |
| -------------------- | ------ | --- | -- | -- | ---- | ----- |
| Nerijus Dauksevicius | 225:27 | 68  | 6  | 1  | 1.60 | 91.18 |
| Tihomir Zecević      | 234:51 | 109 | 16 | 1  | 4.09 | 85.32 |
| Ivajlo Asenov        | 164:08 | 79  | 13 | 0  | 4.75 | 83.54 |
| David Berger         | 258:11 | 208 | 38 | 0  | 8.83 | 81.73 |
| Song Chol Ri         | 288:39 | 107 | 20 | 0  | 4.16 | 81.31 |

Fonte: IIHF.com